# Tulio Ramírez Padilla
Tulio Luis Ramírez Padilla (n. 28 de febrero de 1960 en Caracas) es un obispo católico que ejerce su función como Obispo de la Diócesis de Guarenas.

## Biografía[2]

### Nacimiento
Monseñor Ramírez Padilla, nació en Caracas el 28 de febrero de 1960. Es el primer hijo de los esposos Tulio Ramírez Veracoechea y Norma Padilla Hidalgo de Ramírez, cuya familia se trasladó en el año 1971 desde Caracas al municipio Naguanagua. 

### Formación
- Primaria en la Unidad Educativa Colegio Parroquial “Padre Seijas”.
- Secundaria en el Liceo Parroquial Carabobo, y en el Seminario Menor de Valencia, donde se graduó con el título de Bachiller en Ciencias.
- Seminario Santa Rosa de Lima, en Caracas, donde estudió tres años de filosofía.
- Seminario Conciliar San Ildefonso de Toledo, adscrito a la Universidad Católica del Norte de España con sede en Burgos, donde obtuvo el título de bachiller en Sagrada Teología en 1984.
- Pontificia Universidad Gregoriana de Roma, donde obtuvo el Grado de Licenciado en Derecho Canónico.

### Sacerdote
Fue ordenado diácono el 18 de diciembre de 1983, por Su Eminencia Cardenal Don Marcelo González Martín, Arzobispo de Toledo y Primado de España. Al año siguiente fue ordenado presbítero, en Valencia el 5 de agosto de 1984, a los 24 años de edad, por monseñor Luis Eduardo Henríquez Jiménez, celebró su primera Misa solemne el 12 de agosto en la parroquia Nuestra Señora de Begoña en Naguanagua.
Como sacerdote desempeñó los siguientes ministerios:
- Vicario de la parroquia San Agustín de Guacara (1984).
- Párroco de Nuestra Señora del Carmen en Miranda, estado Carabobo (1985-1990)
- Párroco de San Diego de Alcalá en el municipio San Diego (1990-1994).
- Párroco de Nuestra Señora de Begoña (Naguanagua) (1996-2007).
- Párroco de la parroquia de San Agustín en Guacara. (2007-2012).
- Administrador Parroquial de las Parroquias: San Rafael de la Michelena, Espíritu Santo de la Isabelica, San Antonio de los Guayos.
- Profesor del Seminario Mayor Arquidiocesano Nuestra Señora del Socorro de Valencia.
- Vicario general de la Arquidiócesis de Valencia (2001-2012).
- Capellán de su Santidad, nombrado por el Papa Juan Pablo II el 5 de julio de 2002 como miembro de la Familia Pontificia. “Misión de Iglesia es la evangelización”.

- Juez instructor del Tribunal Eclesiástico de Valencia (1996-2012).
- Vicepresidente Fundación Regnum.
- Vicepresidente de la fundación Padre Febres Cordero.

## Episcopado

### Obispo Auxiliar de Caracas
El 4 de abril de 2012, el papa Benedicto XVI lo nombró Obispo Titular de Ausuccura y Obispo Auxiliar de Caracas. Fue consagrado el 8 de julio del mismo año, en la Catedral de Caracas, a manos del cardenal-arzobispo Jorge Urosa Savino.
- Vicario general de la Arquidiócesis de Caracas, 2012.
- Director de Radio María Venezuela, 2013.
- Miembro del Consejo de Consultores, 2013.
- Párroco de San José, 2014.
- Miembro del Consejo de Asuntos Económicos de la Arquidiócesis de Caracas, 2015.
- Vice Postulador de la Causa del Venerable José Gregorio Hernández, 2015.
- Gobernador eclesiástico a.i. de la Arquidiócesis de Caracas, con facultades especiales para aquellos casos que las exija del Derecho Canónico, 22 de agosto de 2016.

### Obispo de Guarenas
El 11 de diciembre de 2020, el papa Francisco lo nombró Obispo de Guarenas.

## Sucesión de cargos como obispo
| Predecesor: Mons. Gustavo García Naranjo       | Obispo de la Diócesis de Guarenas Desde el 11 de diciembre de 2020.                      | Sucesor:                                   |
| Predecesor: Mons. Juan Vicente Córdoba Villota | X Obispo titular de Ausuccura Desde el 4 de abril de 2012 hasta 11 de diciembre de 2020. | Sucesor: Mons. Lizardo Estrada Herrera OSA |
| Predecesor: No Aplica.                         | Obispo Auxiliar de Caracas Desde el 4 de abril de 2012 hasta 11 de diciembre de 2020.    | Sucesor: No Aplica.                        |